# Christoph Langen
Christoph Langen (Colonia, 27 de marzo de 1962) es un deportista alemán que compitió en bobsleigh en las modalidades doble y cuádruple, dos veces campeón olímpico, ocho veces campeón mundial y siete veces campeón europeo.

## Trayectoria
Participó en cuatro Juegos Olímpicos de Invierno, entre los años 1988 y 2002, obteniendo en total cuatro medallas: bronce en Albertville 1992, en la prueba doble (junto con Günther Eger), oro y bronce en Nagano 1998, en las pruebas cuádruple (con Markus Zimmermann, Marco Jakobs y Olaf Hampel) y doble (con Markus Zimmermann), y oro en Salt Lake City 2002, en el doble (con Markus Zimmermann).
Ganó doce medallas en el Campeonato Mundial de Bobsleigh entre los años 1991 y 2004, y catorce medallas en el Campeonato Europeo de Bobsleigh entre los años 1992 y 2004.
Aparte de su carrera como piloto de bobsleigh, participó en carreras de automovilismo, como la Porsche Supercup y la Copa Porsche Carrera.
Después de retirarse de la competición, ejerció entre 2010 y 2016 de entrenador jefe de la selección alemana de bobsleigh, y desde 2021 trabaja en la Federación Internacional de Bobsleigh y Skeleton como jefe de la sección de Material, Tecnología e Innovación.

## Palmarés internacional
| Juegos Olímpicos   | Juegos Olímpicos                | Juegos Olímpicos  | Juegos Olímpicos |
| Año                | Lugar                           | Medalla           | Prueba           |
| ------------------ | ------------------------------- | ----------------- | ---------------- |
| 1992               | Albertville (Francia)           | Medalla de bronce | Doble            |
| 1998               | Nagano (Japón)                  | Medalla de oro    | Cuádruple        |
| 1998               | Nagano (Japón)                  | Medalla de bronce | Doble            |
| 2002               | Salt Lake City (Estados Unidos) | Medalla de oro    | Doble            |
| Campeonato Mundial |                                 |                   |                  |
| Año                | Lugar                           | Medalla           | Prueba           |
| 1991               | Altenberg (Alemania)            | Medalla de oro    | Cuádruple        |
| 1993               | Igls (Austria)                  | Medalla de oro    | Doble            |
| 1995               | Winterberg (Alemania)           | Medalla de oro    | Doble            |
| 1996               | Calgary (Canadá)                | Medalla de oro    | Doble            |
| 1996               | Calgary (Canadá)                | Medalla de oro    | Cuádruple        |
| 1999               | Cortina d'Ampezzo (Italia)      | Medalla de plata  | Doble            |
| 2000               | Altenberg (Alemania)            | Medalla de oro    | Doble            |
| 2000               | Altenberg (Alemania)            | Medalla de plata  | Cuádruple        |
| 2001               | Sankt Moritz (Suiza)            | Medalla de oro    | Doble            |
| 2001               | Sankt Moritz (Suiza)            | Medalla de oro    | Cuádruple        |
| 2004               | Königssee (Alemania)            | Medalla de plata  | Doble            |
| 2004               | Königssee (Alemania)            | Medalla de plata  | Cuádruple        |
| Campeonato Europeo |                                 |                   |                  |
| Año                | Lugar                           | Medalla           | Prueba           |
| 1992               | Königssee (Alemania)            | Medalla de plata  | Doble            |
| 1994               | La Plagne (Francia)             | Medalla de oro    | Doble            |
| 1995               | Altenberg (Alemania)            | Medalla de oro    | Doble            |
| 1996               | Sankt Moritz (Suiza)            | Medalla de oro    | Doble            |
| 1996               | Sankt Moritz (Suiza)            | Medalla de oro    | Cuádruple        |
| 1998               | Igls (Austria)                  | Medalla de plata  | Doble            |
| 1998               | Igls (Austria)                  | Medalla de bronce | Cuádruple        |
| 1999               | Winterberg (Alemania)           | Medalla de oro    | Cuádruple        |
| 2000               | Cortina d'Ampezzo (Italia)      | Medalla de bronce | Doble            |
| 2000               | Cortina d'Ampezzo (Italia)      | Medalla de bronce | Cuádruple        |
| 2001               | Königssee (Alemania)            | Medalla de oro    | Doble            |
| 2001               | Königssee (Alemania)            | Medalla de plata  | Cuádruple        |
| 2004               | Sankt Moritz (Suiza)            | Medalla de oro    | Doble            |
| 2004               | Sankt Moritz (Suiza)            | Medalla de bronce | Cuádruple        |